# 고다마 아라타
고다마 아라타(일본어: 児玉 新, 1982년 10월 8일 ~ )는 일본의 전 축구 선수이다.

## 구단 경력
과거 감바 오사카, 교토 퍼플 상가, 시미즈 에스펄스, 세레소 오사카, 오이타 트리니타에서 활동하였다.